# Chaqueta Thriller de Michael Jackson

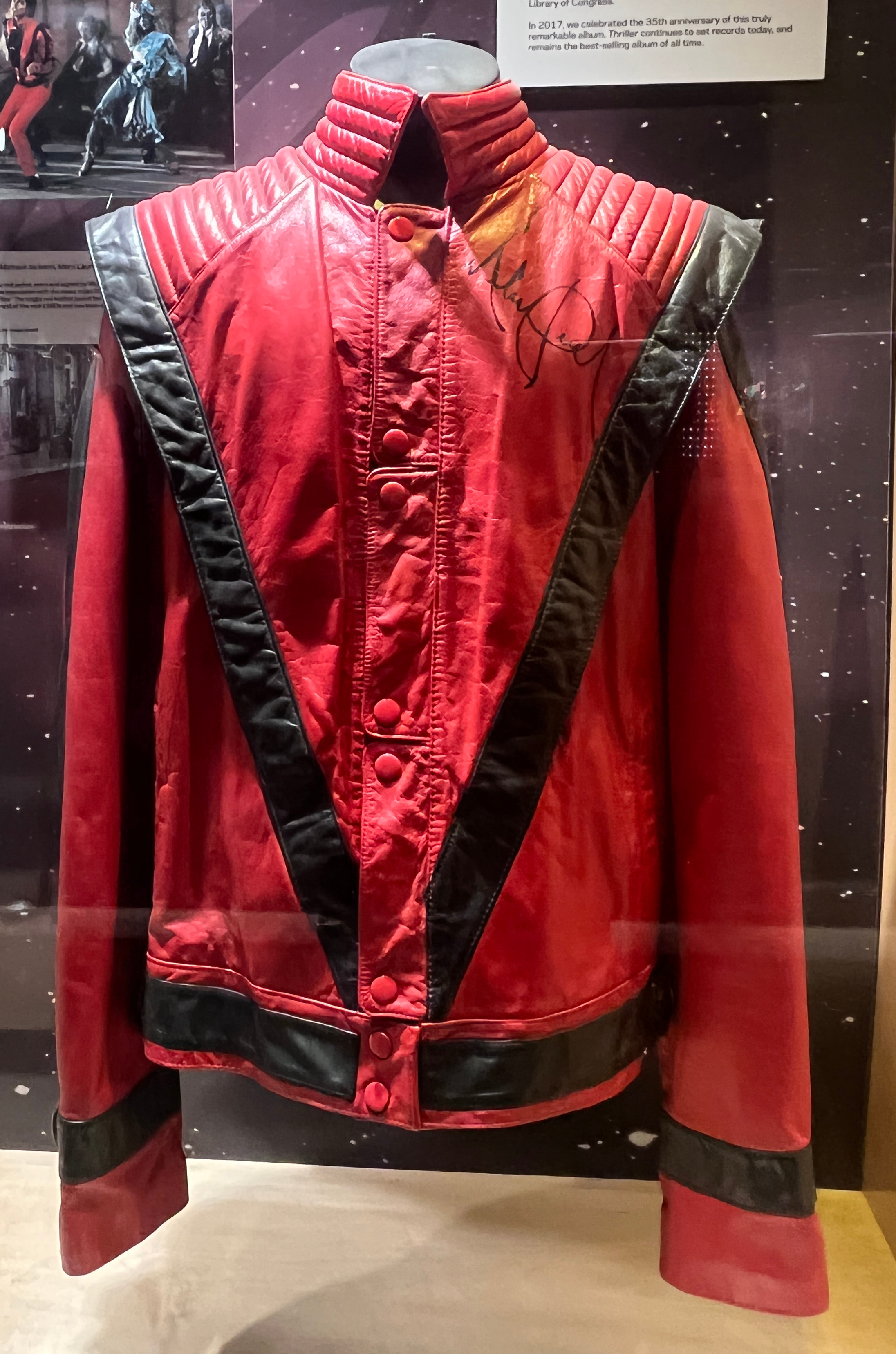
La chaqueta de Thriller.

La chaqueta roja que usó Michael Jackson en el videoclip de su canción Thriller en 1983 se conoce como Thriller jacket (Chaqueta de Thriller). El 27 de junio de 2011, la chaqueta original se vendió por 1.8 millones de dólares en Julien's Auctions. El comprador, Milton Verret, describió la chaqueta como "la pieza más memorable del rock and roll en la historia".

## Diseño
La chaqueta fue diseñada por Deborah Nadoolman Landis. También había diseñado la chaqueta de Indiana Jones en Raiders of the Lost Ark, entre otras cosas. La chaqueta roja destacaba por sus rayas negras en forma de V, el estilo inusual de los botones frontales y los hombros angulosos y rígidos que sobresalían sobre la parte superior de los brazos. Landis declaró que ella diseñó específicamente la chaqueta para ayudar a Jackson a parecer más "viril".
Christine Gledhill en su libro Stardom: Industry of Desire (1991) analiza el estilo general de Jackson en Thriller de la siguiente manera: "En Thriller, el atuendo de Michael y sus características estilísticas: el peinado de aspecto húmedo, los jeans cortados al tobillo y la letra M estampada en su chaqueta - refuerza esta superposición metatextual del papel. Si Michael, como protagonista masculino, es a la vez novio y estrella, su contraparte femenina en la ecuación del romance es tanto la novia como a este metatextual nivel, los fans".
El diseñador de moda Zaldy fue responsable de una versión rediseñada de la chaqueta para los conciertos cancelados This Is It. Tenía una imitación de sangre en los hombros, y en el interior un sello que se asemeja a la bestia felina en que Jackson se convierte en el video.

## Recepción
La icónica chaqueta se convirtió en la "moda de ropa de abrigo más popular de mediados de la década de 1980" y fue ampliamente emulada. A veces es imitada por celebridades como Chris Brown y Kanye West. También se convirtió en uno de los más buscados por muchas personas y el epítome del estilo adolescente de los años ochenta. La chaqueta que usó en el video de Thriller, junto con una copia de la chaqueta de cuero blanco y negro que usó en uno de los anuncios comerciales de Pepsi y en las partes del ensayo de baile detrás de las escenas de The Making of Michael Jackson's Thriller, se encuentran entre sus chaquetas más vendidas. Falsificaciones caras se produjeron en masa y, a menudo, se vendían por más de 500 dólares a personas que pensaban que estaban comprando el producto real. Debido a esta falsificación masiva y las ganancias que obtuvo, en 1984, Jackson presentó una demanda en la ciudad de Nueva York para evitar copias no autorizadas de la chaqueta y otros artículos asociados a su figura.